# Bethmale (fromage)
Pour les articles homonymes, voir Bethmale.
Le bethmale ou oustet est un fromage de vache originaire des Pyrénées ariégeoises. Il tire son nom de la vallée de Bethmale où il était fabriqué à l'origine. Selon la légende du terroir, le premier bethmale daterait de l'occupation des Maures, au XIVe siècle.
C'est un fromage à pâte pressée non cuite, en forme de petite meule, d'un diamètre de 20 à 30 cm, d'une épaisseur de 6 à 8 cm ou 8 à 10 cm et d'un poids de 4 à 7 kg. Sa pâte est dense, avec parfois quelques trous de la taille d'un grain de riz. Historiquement, le lait utilisé provenait de vaches de race casta ou gasconne. Aujourd'hui, la production laitière du Couserans ne suffit pas au besoin des fromageries locales.

## Histoire
C'est un fromage très ancien. D'après une tradition locale, Louis VI le Gros aurait goûté du Bethmale à Saint-Girons au XIIe siècle. Une autre légende date son origine au XIVe siècle. Les paysans le fabriquaient durant la saison hivernale, les vaches étant à l'étable.

## Préparation

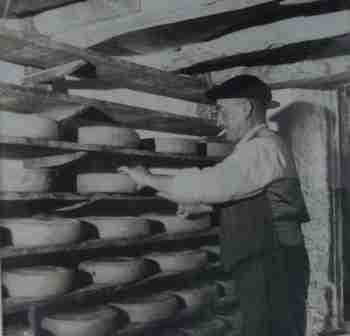
Affinage du bethmale (date et lieu inconnus).

Le bethmale est préparé chaque jour, à partir du lait des traites du matin et du soir. Il est d'abord coagulé par ajout de présure, puis le caillé est coupé « au sabre », moulé et salé à sec. L'affinage dure entre 3 et 10 mois, sur des planches en sapin. La croûte est frottée à la morge avec une brosse. Un brossage quotidien donne une croûte orangée. Autrefois, il pouvait être réalisé en estive dès lors que les vaches s'y trouvaient.

## Économie
Les volumes de fabrication sont issus de plusieurs fromageries de la petite industrie agroalimentaire de Caumont, Cescau et Arrien-en-Bethmale ou artisanales (Seix, St-Lary, Engomer, Moulis) qui transforment du lait local ou d'importation en bethmale. 
En parallèle, des éleveurs producteurs fermiers, notamment à Augirein, Camarade, Castelnau-Durban, Moulis, Saurat ou Sentenac-d'Oust... proposent des produits à la qualité reconnue et recherchée.